# Văn hóa Từ Sơn
Văn hóa Từ Sơn (磁山文化) (8000-5500 TCN) là một nền văn hóa Hoàng Hà thời đại đồ đá mới, chủ yếu nằm ở khu vực nam bộ tỉnh Hà Bắc. Văn hóa Từ Sơn dựa vào hoạt động canh tác kê, việc trồng kê tại một di chỉ có niên đại từ 10.000 năm trước. Các đồ tạo tác thông thường của nền văn hóa này bao gồm cối nghiền bằng đá, liềm bằng đá và đồ gốm ba chân.
Do văn hóa Từ Sơn chia sẻ nhiều điểm tương đồng với văn hóa Bùi Lý Cương láng giềng ở phía nam, cả hai nền văn hóa thường được gọi chung là "văn hóa Từ Sơn-Bùi Lý Cương" hay "văn hóa Bùi Lý Cương-Từ Sơn". Văn hóa Từ Sơn cũng chia sẻ một số điểm tương đồng với văn hóa Bắc Tân láng giềng ở phía đông.
Di chỉ đặc trưng Từ Sơn nằm ở Vũ An, Hà Bắc; có diện tích khoảng 80.000 m². Các ngôi nhà thuộc di chỉ Từ Sơn theo kiểu bán ngầm và tròn. Di chỉ cũng có các dấu tích của lợn, chó và gà đã thuần hóa, lợn là nguồn cung cấp thịt chính. Cá cũng là một thành phần quan trọng trong khẩu phần ăn của cư dân thuộc văn hóa Từ Sơn.
Có trên 500 hố ngầm tích trữ được phát hiện tại di chỉ Từ Sơn, chúng được dùng làm kho kê. Các hố lớn nhất sâu 5 mét và có thể trữ đến 1.000 kg kê.